# Буддийская ниша на горе Суме-Бели
Буддийская ниша на горе Суме-Бели (тув. Сүме) или Бурган-Даа — это памятник буддийского искусства XIII века, который находится на берегу реки Чаа-Холь (Россия, Тыва). Она расположена на левом берегу реки, неподалёку от поселка Урбюн на высоте четырёх метров от подножия горы Суме-Бели. К нише поднимаются по вырубленным в серых сланцах ступеням.

## Описание
Изображение находится в выбитой в скале на высоте 4 метров в нише, которая является священным местом Тывы. Сама ниша невелика. Высота её 1 метр, ширина — 60, а глубина — 86 сантиметров. На сером камне её задней стены рукой древнего мастера выбито барельефное изображение Будды, двух Бодхисатв, слева и справа видны силуэты верных стражей, стоящих в устрашающих позах. Нишу обрамляет сетка красных штрихов. Слева и справа видны силуэты верных стражей. Этот памятник буддийского искусства ученые относят к XIII веку.

## История
В 1717 году нишу посетили участники красноярской военно-топографической экспедиции, возглавляемой «детьми боярскими» — Андреем Еремеевым и Иваном Нашивошниковым. Они обнаружили в нише луки со стрелами, зерна ячменя, полоски синей и чёрной бумаги, расписанные загадочными золотыми и серебряными знаками. Позже выяснилось, что это тибетские молитвы. Через четыре года у Чаа-Хольской ниши побывал красноярский казак Дмитрий Шаров. Он доносил воеводе: «…который-де был над дверями один болван сидящий, и тот-де сколот с камени и увезен». В 1726 году воевода снова отправил в Туву казаков с наказом посетить, подробно описать и зарисовать буддийскую нишу и привезти оттуда письмена. Его поручение выполнили Иван Пойлов и Тонока Строгулин. В 1881 году нишу посетил русский археолог А. В. Андрианов. В советское время её обследовал и описал профессор Л. Р. Кызласов.
Некоторые ученые считают временем появления буддийской ниши Юаньский период (1260—1365).
Внук лхарамбы (доктор буддийской философии) Дондай из Чааты, проживающий в Шагаан-Арыге, Донгак Вячеслав утверждает, что из воспоминаний его деда, репрессированного в 1948 году, буддийская ниша появилась в XVIII в. Один бай, который жил на мысе горы Суме, тогда буддизм распространился в Туве, пригласил лам-мастеров и за большую плату попросил выдолбить в скале Будду с бодхисаттвами, как на сутре, которую он имел. Это история уже логичная и правдоподобная. Первым обнаружил пещеру Иван Ильич Нашивошников, один из руководителей экспедиции по указу Петра Первого для поиска мест под новые остроги. Действительно, в 1717 году участники Красноярской военно-топографической экспедиции впервые обнаружили эту нишу и информировали руководство. С тех пор буддийская ниша на Суме-Бели стала известна миру.
Исторический памятник оказался под угрозой полного исчезновения в результате строительства Саяно-Шушенской ГЭС, начатого в 1963 году. Видеть его теперь можно лишь раз в год, во время сброса воды на Саяно- Шушенском водохранилище. Все остальное время высеченная в скале Суме буддийская часовня в виде ниши находится под водой.
В 2012 г. состоялась церемония освящения точной копии древнего изображения Будды Амитабхи. Её воссоздали камнерезы Тувы в Чаа-Хольском районе республики. Копию ниши разместили на склоне высокой горы в километре от оригинала, добраться до которой можно только по лестнице из 136 ступеней.